# 에퀴테스

에퀴테스 리인액트. 등자가 없음에 주목.

에퀴테스(라틴어: Equites)는 로마 왕정과 로마 공화정 초기에 귀족층인 파트리키보다는 하위이나 평민 플레브스보다는 위인 하위귀족 계층이었다.
본래는 켄투리아에 따른 계층분류에서 부유층을 가리켰다. 오랫동안 시민병제(유사시 국민이 자산에 따라 자기 부담으로 군장비를 조달하는)를 유지한 로마 공화국에서는 시민 중에서도 부유한 자(대상인, 귀족 등)에게는 중기병의 제공이 요구되었다(경기병은 예컨대 한니발 전쟁에서의 누미디아 같은 동맹국에서 징발했다). 이것은 등자가 발명되지 않은 고대에 승마는 어려서부터 훈련이 필요한 특수기이며, 또한 이탈리아반도는 말 사육에 적합치 못했기에 승마 훈련을 할 수 있는 것은 자산가들로 한정되어 있었기 때문이다. 이 계급에 속한 자에게는 유사시 공마(公馬)가 지급되며, 군사적 엘리트로 활약하는 에퀴테스는 군정일치 사회였던 로마에서 큰 명망을 얻었다.
에퀴테스가 로마 부유층의 핵심인 원로원 귀족들과 다른 존재로 명확히 분리된 계기는 현직 원로원 및 그 자손의 대형선박 보유 금지를 규정한 클라우디우스 법의 제정이었다. 이 법이 만들어진 결과 정치적 활동이 아닌 경제적 이익을 추구한 사람들은 법망에서 벗어나기 위해 원로원을 그만두었고 군인으로만 존재하게 되었다. 또한 시대가 흐르면서 로마 군의 핵심이 보병과 경기병으로 전환된 것도 있어서 점차 에퀴테스는 군사적 엘리트에서 경제적 엘리트로 바뀌었다. 새로운 성격의 에퀴테스는 군사 및 정치에서 멀어진 대신 경제인으로 로마에 영향을 주었고, 나중에 원로원 의원이 되기 위해 일정 재산 규모가 필요하다는 법률이 제정된 뒤에는 경제계를 대표하는 입장으로 원로원에 입성하기도 했다.
로마 제국이 건국되자 원로원 계급은 황제권을 위협하는 존재로 위험시되었고, 역대 황제는 에퀴테스를 황제 직속 측근으로 중용했다. 에퀴테스는 황제의 사유지화된 이집트 속주와 정치가 안정되지 않은 유다이아 속주 총독직과 이탈리아 본토에 주둔하는 유일한 군사전력인 친위대 대장 등 각종 프로쿠라토르직을 독점하면서 황제 권력에 영합하였다.
군인 황제 시대를 거치며 친위대 세력이 발호하자, 혼란이 수습된 뒤 콘스탄티누스 1세가 원로원 확충 정책을 펴면서 에퀴테스는 고유의 관직과 칭호를 상실하고 신분으로 서의 특성을 잃고 소멸했다.